# 日高恒太朗
日高 恒太朗（ひだか こうたろう、1952年3月 - 2014年11月3日）は、日本のノンフィクション作家。
本名・盛久。
タンカーなど外国航路船舶の一等航海士を経て、1977年日本テレビの放送作家になる。その後、事件ライターに。
出撃しながらエンジン不調などで生還した元特攻隊員23人を訪ね歩き、それぞれの心の深奥に迫ったノンフィクション『不時着』で、2005年第58回日本推理作家協会賞（評論その他の部門）を受賞。
2度の結婚と離婚を経験、後妻との間の子供は彼女自身が引き取っている。

## 経歴
鹿児島県種子島生まれ。中学卒業前に、高校受験のために大阪の叔父の家に下宿する。
三重県にある国立鳥羽商船高等専門学校を卒業し、外航船の乗組員となる。しかし、1973年のオイルショックの影響で海運会社が倒産。日高は22歳で妻帯しており、フリーター生活をしながら、今村昌平の横浜放送映画専門学校に籍を置いていた。
学費未納で映画学校は中退となったが、イマヘイ（今村昌平）が推薦した、テレビ番組の構成者の仕事に就く。しかし、「仕事と遊びの境界が曖昧」という業界や日高らの暮らしについていけなかった妻とは、離婚することになる。船を降りて3年目の年であった。なお、この最初の妻は同じ種子島出身だった。
1982年からフリーライターとなる。

## 交際関係
田村孟
バイトに通う日々が重なり、映画学校にはほとんど顔を出さなかったが、非常勤講師の田村孟には気に入られていた。田村の講義だけは出席しており、いつしか本牧にあった日高のアパートに、授業を終えた田村が寄るようになる。日高は航海士時代に原稿を書き溜めていたが、田村はそれらを斜め読みし、手ひどく批判したという。病院に勤めている妻が夕方帰宅する頃には、二人の酒盛りは佳境を過ぎており、免税店で買っていたウィスキーの瓶が散乱していた。
当時、日高は中上健次に入れ込んでいたが、その影響を田村も受け、中上の短編小説『蛇淫』を元に映画の脚本を引き受けることになる。長谷川和彦の監督デビュー作『青春の殺人者』であった。脚本は日高のアパートで書かれることもあり、彼は田村の相談相手となった。
田村は日高に斎藤竜鳳の面影を感じており、いくつかの共通点を上げていた。
仲間徹
1983年の春先から6月にかけて、沖縄で知り合う。彼の開いた「仲間翻訳事務所」を拠点に、米兵との「交際」のために「翻訳」を必要としていた女性たちを取材して回るためであった（佐木隆三著『恋文三十年　沖縄・仲間翻訳事務所の歳月』が学習研究社から1986年に出版されている）。
波平弁護士
仲間徹を通じて知り合う。両者は同じ宮古高校出身で、波平は3期後輩であった。仲間は、彼に法律問題を依頼することがあった。
日高は出版社からの取材費が尽きた後、波平弁護士の好意でアパートの一室を提供され、滞在を3週間延ばす。取材は夕方以降も飲み屋街（ヨシワラー）にて行われ、女性たちの船中戦後の経験を聞いて回った。
波平弁護士は波平暁男の甥であり、「叔父の生涯を世間に広く知ってほしい」と日高に仕事を依頼した（当時の日高は、ドキュメンタリーなどの仕事でテレビ界とまだつながりがあった）。東京に戻った日高は、波平の件を友人のテレビプロデューサーたちに打診していったが、「負けた人の話は数字（視聴率）が稼げない」、と、キー局は乗り気ではなく、結局流れてしまったが、波平はあまり残念がることもなく、逆に励まされる結果となった。
この時以来の取材をまとめたものが、「沖縄つつじの墓標」の題で『不時着』（2004年）に収録されているが、すでに波平弁護士は鬼籍に入っていた。
なお、2度目の離婚を5年間も迷っていた日高を説得したのも、この波平であった（ただし、仕事ではなく私事として）。
中川勉
「テレビ朝日やらせリンチ事件」（1985年）で逮捕された元ディレクターの中川勉とは、仕事を通じて事件前に知り合い、事件後に彼がテレビ朝日を追われてからも友人であった。『不時着』（「防人たちの聲が聞こえる」の章）の取材にも同行したが、中川は途中で降りている（キーと見込んだ元特攻隊員が高齢で物故したため、と日高は推測している）。
なお、中川は『テレビ朝日やらせリンチ事件の真実』をKKコアラブックスから実名で出している

## 著書
- 『新興宗教はなぜ流行るか』新人物往来社 1992
- 『オウムの黙示録 新興宗教はなぜ流行るか』新人物往来社 1995
- 『島の食事 種子島・屋久島・吐噶喇紀行』透土社 自然に生きるシリーズ 2001
- 『不時着』新人物往来社 2004　「不時着 特攻-「死」からの生還者たち」文春文庫
- 『名も知らぬ遠き島より ひとり身の渚を枕に「種子島・屋久島・吐噶喇」亜熱帯漂流』三五館 2006
- 『日本震撼事件100 戦後殺人ファイル ヒトはなぜ人を殺すことができるのか!? 殺人鬼-その凶悪は絶対許せない』編 大洋図書 2006
- 『別冊歴史読本 新・殺人百科データファイル 明治・大正・昭和・平成殺人の貌101』新人物往来社 2008
- 『日本の女殺人犯101 江戸・明治・大正・昭和・平成』笠倉出版社 2008
- 『辺海放浪 東シナ海国境なき島々』新人物往来社 2009